# 毛序棘豆
毛序棘豆（学名：Oxytropis trichophora）为豆科棘豆属下的一个种。